# Espitàmenes
Espitàmenes (en grec antic: Σπιταμένης) va ser un senyor de la guerra sogdià i el dirigent de l'aixecament a Sogdiana i Bactriana contra Alexandre el Gran, rei de Macedònia, l'any 329 aC. Els historiadors moderns coincideixen en dir que era un dels adversaris més tenaços d'Alexandre.

## Biografia
Espitàmenes era un aliat de Bessos, sàtrapa de Bactriana. L'any 329 aC, Bessos va provocar una revolta a les satrapies orientals, però els seus aliats dubtaven de donar-li suport. Alexandre va anar amb el seu exèrcit a Drapsaca, va situar-se als flancs de l'exèrcit de Bessos i el va obligar a fugir. Espitàmenes el va treure del poder i Ptolemeu va ser enviat per atrapar-lo.
Quan Alexandre fundava la nova ciutat d'Alexandria Última vora el riu Iaxartes, li va arribar la notícia que Espitàmenes havia aixecat tota la Sogdiana contra ell i assetjava la guarnició macedònia a Samarcanda. Massa ocupat per dirigir personalment l'exèrcit contra Espitàmenes, Alexandre va enviar un exèrcit sota el comandament de Farnuques que va ser ràpidament aniquilat i on van morir no menys de 2.000 soldats i 300 cavallers.
La rebel·lió suposava una amenaça contra el seu exèrcit, i Alexandre va anar a Samarcanda per resoldre el conflicte. Quan va arribar, va saber que Espitàmenes havia abandonat Sogdiana i estava atacant Bactriana, i que amb molta dificultat el sàtrapa de Bactriana, Artabazos II l'any 328 aC va aconseguir de rebutjar. El desembre del 328 aC Espitàmenes va ser derrotat pel general Cenos a la batalla de Gabai. Espitàmenes va morir assassinat pels dirigents de les tribus saces, antics aliats seus, que van enviar el seu cap a Alexandre, demanant la pau.
Espitàmenes va tenir una filla, Apama, que estava casada amb un dels generals d'Alexandre i un dels Diàdocs, Seleuc I Nicàtor. La parella va tenir un fill, Antíoc I Soter, futur governant de l'Imperi Selèucida. Diverses ciutats van rebre el nom d'Apamea en el seu honor.